# Tutotepec
Tutotepec es una localidad mexicana, perteneciente al municipio de San Bartolo Tutotepec en el estado de Hidalgo.

## Toponimia
Del náhuatl Toto-tepec: tototl, pájaro y tepec; “Lugar de pájaros”.

## Historia
El Convento de Santa María Magdalena de fundado por los frailes agustinos, bajo la jurisdicción del convento de Atotonilco el Grande, comisionado a Fray Alonso de Borja. Se construyó la primera iglesia, bajo la advocación de los Santos Reyes, que cambiarían después por el de Santa María Magdalena. Terminado en 1620, ha sido arrasado por varios incendios. En al zona se dio la sedición de los otomíes en 1766-1769.

## Geografía
Se encuentra en la región de la Sierra de Tenango; a la localidad le corresponden las coordenadas geográficas 20° 25’ 36.410” de latitud norte y 98° 16’ 26.830” de longitud oeste, con una altitud de 1994
 m s. n. m. El pueblo de Tutotepec está situado a 8.2 kilómetros de la cabecera municipal San Bartolo Tutotepec.
En cuanto a fisiografía se encuentra dentro de las provincia de la Sierra Madre Oriental, dentro de la subprovincia del Carso Huasteco; su terreno es de sierra. En lo que respecta a la hidrografía se encuentra posicionado en la región Tuxpan–Nautla, dentro de la cuenca del río Tuxpan, en la subcuenca del río Vinazco.  Cuenta con un clima semicálido subhúmedo con lluvias todo el año.

## Demografía
En 2020 registró una población de 164 personas, lo que corresponde al 0.93 % de la población municipal. De los cuales 85 son hombres y 79 son mujeres. Tiene 55 viviendas particulares habitadas.
| Gráfica de evolución demográfica de Tutotepec entre 1900 y 2020                              |
|                                                                                              |
| Población de los censos y conteos del Instituto Nacional de Estadística y Geografía (INEGI). |

## Cultura
En la localidad se encuentra el Convento de Santa María Magdalena, el templo es de una nave, de ábside poligonal, con muros de mampostería y cubierta de lámina metálica a dos aguas sobre estructura metálica. La portada, trabajada en cantera labrada, contrastando con los muros adyacentes. Dos pares de columnas de fustes estriados flanquean la amplia entrada con arco de medio punto coronado por un frontón triangular. La torre del campanario, de un solo cuerpo construido con mampostería y concreto.
El primitivo convento ha sido objeto de varias remodelaciones que alteraron la composición y el sentido original de la obra. La construcción de la casa cural, adosada a un costado del templo, destruyó parcialmente la arcada antigua del claustro. El atrio es utilizado aún como cementerio. Destacan las campanas del campanario, las cuales se visten con ropa, y son consideradas milagrosas.